# Halgera, Shahpur
Halgera là một làng thuộc tehsil Shahpur, huyện Gulbarga, bang Karnataka, Ấn Độ.